# رمک
محله رمک در فاصله ۳ کیلومتری شرق شهر رامسر ایران واقع شده است.
رمک از سمت شمال به دریای خزر، از جنوب به کوه های البرز، از سمت شرق به شیرود و از سمت غرب به شهر چابکسر محدود می‌شود.

## خیابان‌ها و اماکن پیرامون
رمک محل اتصال خیابان‌های رامسر است، و از آن به عنوان نقطه استراتژیک رامسر یاد می‌شود. خیابان شهید مطهری، بلوار امام خمینی، بلوار امام رضا و بلوار ایت الله کاشانی در میدان بسیج (رمک) به هم متصل می‌شوند و شهر رامسر را با کتالم و سادات شهر متصل میکند. خیابان رمک به معابر مهمی مانند بلوار رزاقی متصل گردیده است.
فرودگاه رامسر (یاتا: RZR، ایکائو: OINR) در رمک واقع شده است. مسیر هوایی دارای ۶ پرواز در طول هفته به تهران، مشهد، کیش و اصفهان می‌باشد.

فرودگاه رامسر

هتل های بزرگ و اب معدنی‌های رامسر حد فاصل ابریشم محله و رمک قرار دارد.

## جاذبه‌های طبیعی

### رمک رود
رودخانه رمک در محله رمک رامسر واقع شده است. آبادی‌های مسیر این رودخانه عبارتند از: چپرسر – تالش محله – سیاسان و درازپشته.

## جاذبه‌های تاریخی

### قلعه بند
سر راه رمک به کلاج کوه و در نوک کوه قلعه ای بنام "قلعه شاه‌نشین (قلعه بند)" وجود دارد که متعلق به قرن ششم است. این قلعه توسط کیا بزرگ امید جانشین حسن صباح ساخته شده است. در کتاب زبده التواریخ از این قلعه سخن به میان آمده است.

## بقاع‌های متبرکه
- بی بی سکینه
- سید اسماعیل
- سید تراب